# Olle Åkerlund
Olle Åkerlund   (Göteborg, 28 de setembre de 1911 - Estocolm, 4 de febrer de 1978) va ser un regatista suec que va competir durant la dècada de 1930.
El 1932 va prendre part en els Jocs Olímpics de Los Angeles, on va guanyar la medalla d'or en la categoria de 6 metres del programa de vela. Navegà a bord del Bissbi junt a Tore Holm, Martin Hindorff i Åke Bergqvist.